# Boys’ Life
«Boys’ Life» (с англ. — «Жизнь мальчиков») — американский журнал для мальчиков от 6 до 18 лет, выходит в двух версиях: для младшей и старшей группы, часть содержимого и обложка обычно дублируются в обеих версиях. Редакция журнала расположена в Ирвинге (штат Техас).
Журнал вырос из издания для бойскаутов Boys' and Boy Scouts' Magazine, которое издавал в штате Род-Айленд 18-летний Джо Лейн. В то время несколько скаутских организаций конкурировало между собой, и журнал с тиражом в 5000 экземпляров способствовал выдвижению BSA (the Boys Scouts of America), которая приобрела его в 1912 году, на передовые позиции. C 1912 года журнал остаётся официальным изданием BSA.
Журнал публикует рассказы о необычных походах скаутов, обзоры видеоигр, новости науки и техники, художественные произведения, комиксы, шутки. Реклама во многом ориентирована на старших подростков, продвигая дорогую электронику и автомобили (а когда-то и оружия).
В разные годы в журнале публиковались: Айзек Азимов и Джанет Азимов, Рэй Брэдбери, Ван Вик Брукс, Артур Кларк, Бобби Фишер, Алекс Хейли, Роберт А. Хайнлайн, Эрнест Сетон-Томпсон, Зейн Грей и другие известные литераторы.
В 2018 году журнал объявил о возможной смене названия в связи с тем, что в скаутскую организацию BSA принимают теперь не только мальчиков.